# Hapalotrema mistroides
Hapalotrema mistroides is een soort in de taxonomische indeling van de platwormen (Platyhelminthes). De worm is tweeslachtig en kan zowel mannelijke als vrouwelijke geslachtscellen produceren. De soort leeft in zeer vochtige omstandigheden.
De platworm behoort tot het geslacht Hapalotrema en behoort tot de familie Spirorchiidae. De wetenschappelijke naam van de soort werd voor het eerst geldig gepubliceerd in 1896 door Monticelli.